# Ana Verić
Ana Verić (Babina Greda, 10. ožujka 1928. – 29. siječnja 2017.), hrvatska slikarica, pjesnikinja i skupljačica starina.
Ana Verić rođena je 1928. godine u Babinoj Gredi. Slikarstvom se počela baviti 1957. godine i iza sebe je ostavila preko 100 skupnih i 35 samostalnih izložbi diljem svijeta. Neposrednost ispričanog sadržaja, nostalgija za negdašnjim seoskim životom, lirika krajolika i deskripcija detalja plijene ljubitelje likovne umjetnosti i naivnog slikarstva izražajnom linijom, toplim tonalitetima i velikim rasponom boja. 
Osnivačica je Babogredskog likovnog kruga i bila je članica Udruženja naivaca Hrvatske. Okružena svojim slikama u vlastitom je domu pohranila vrijednu etnografsku zbirku. Osim slikarstvom bavila se oslikavanjem predmeta za svakodnevnu uporabu. Pisala je pjesme i lirske priče. 

## Vanjske poveznice
- anaveric.in  Arhivirana inačica izvorne stranice od 1. svibnja 2017. (Wayback Machine)